# Intelligence
Nota: não confundir com a série de TV britânica Intelligence

Intelligence é  uma série de televisão estadunidense criada por Michael Seitzman e transmitida pela CBS a partir de 7 de janeiro de 2014. Em 10 de maio de 2014, a CBS cancelou a série.
No Brasil, foi exibida pelo canal pago AXN, que a estreou em 18 de junho de 2014. Mais tarde, foi exibida na TV aberta pela Rede Globo de 20 de junho a 1 de julho de 2016.

## Sinopse
Gabriel é a criação mais valiosa que os Estados Unidos já desenvolveu, a arma secreta da América e o primeiro supercomputador com um coração. Um microchip implantado em seu cérebro o transformou em uma peça valiosa para o governo, ele é capaz de acessar sistemas de informação, internet, telefone e satélite e hackear qualquer tipo de dado para proteger o país de ameaças. O Dr. Shenendoah Cassidy é a mente por trás da invenção e seu filho, Nelson, o auxilia. Para ajudá-lo em suas tarefas estão além do Dr. Cassidy e Nelson a Diretora Lillian Strand, a agente Riley Neal, designada para protegê-lo e Chris Jameson, um investigador do FBI.

## Elenco

### Elenco principal
- Josh Holloway como Gabriel Vaughn
- Marg Helgenberger como Lillian Strand
- Meghan Ory como Riley Neal
- Michael Rady como Chris Jameson
- John Billingsley como Shenendoah Cassidy
- P. J. Byrne como Nelson Cassidy

### Elenco recorrente
- Tomas Arana como Adam Weatherly
- Lance Reddick como Jeffrey Tetaz
- Peter Coyote como Leland Strand
- Zuleikha Robinson como Amelia Hayes

| Temporada | Temporada | Episodios | Exibido em           | Exibido em          | Data de Lançamento em DVD | Data de Lançamento em DVD | Data de Lançamento em DVD |
| Temporada | Temporada | Episodios | Inicio               | Término             | Região 1                  | Região 2                  | Região 4                  |
| --------- | --------- | --------- | -------------------- | ------------------- | ------------------------- | ------------------------- | ------------------------- |
|           | 1         | 13        | 7 de janeiro de 2014 | 31 de março de 2014 | TBA                       | TBA                       | TBA                       |

## Episódios
| No. | Titulo                          | Diretor          | Escritor                            | Exibido em              | Audiencia EUA (milhões) |
| --- | ------------------------------- | ---------------- | ----------------------------------- | ----------------------- | ----------------------- |
| 1   | "Pilot"                         | David Semel      | Michael Seitzman                    | 7 de janeiro de 2014    | 16.49                   |
| 2   | "Red X"                         | Aaron Lipstadt   | Aaron Ginsburg and Wade McIntyre    | 13 de janeiro de 2014   | 6.20                    |
| 3   | "Mei Chen Returns"              | Stephen Williams | Shintaro Shimosawa                  | 20 de janeiro de 2014   | 5.77                    |
| 4   | "Secrets of the Secret Service" | Rob Bailey       | Matthew Lau                         | 27 de janeiro de 2014   | 6.84                    |
| 5   | "The Rescue"                    | Alrick Riley     | Barry O'Brien                       | 3 de fevereiro de 2014  | 7.55                    |
| 6   | "Patient Zero"                  | Adam Davidson    | Michael Seitzman                    | 10 de fevereiro de 2014 | 7.12                    |
| 7   | "Size Matters"                  | Alrick Riley     | Shintaro Shimosawa                  | 17 de fevereiro de 2014 | 5.85                    |
| 8   | "Delta Force"                   | David Von Ancken | Aaron Ginsburg and Wade McIntyre    | 24 de fevereiro de 2014 | 5.41                    |
| 9   | "Athens"                        | Bill Eagles      | Matthew Lau                         | 3 de março de 2014      | 5.35                    |
| 10  | "Cain and Gabriel"              | Ken Biller       | Pamela Davis                        | 10 de março de 2014     | 6.62                    |
| 11  | "The Grey Hat"                  | Tim Hunter       | Heidi Cole McAdams                  | 17 de março de 2014     | 5.30                    |
| 12  | "The Event Horizon"             | Russell Lee Fine | Barry Schindel and Michael Seitzman | 24 de março de 2014     | 4.99                    |
| 13  | "Being Human"                   | Stephen Williams | Michael Seitzman and Barry Schindel | 31 de março de 2014     | 5.55                    |

## Recepção da crítica
Intelligence teve recepção mista por parte da crítica especializada. Com base de 27 avaliações profissionais, alcançou uma pontuação de 56% no Metacritic.